# 群馬県道31号高崎停車場線
群馬県道31号高崎停車場線（ぐんまけんどう31ごう たかさきていしゃじょうせん）は、群馬県高崎市のJR高崎駅西口から高崎市あら町を結ぶ県道（主要地方道）である。

## 概要

### 路線データ
- 起点:高崎停車場（高崎市八島町）
- 終点:高崎市あら町

## 歴史
- 1993年（平成5年）5月11日 - 建設省から、県道高崎停車場線が高崎停車場線として主要地方道に指定される[1]。

## 地理

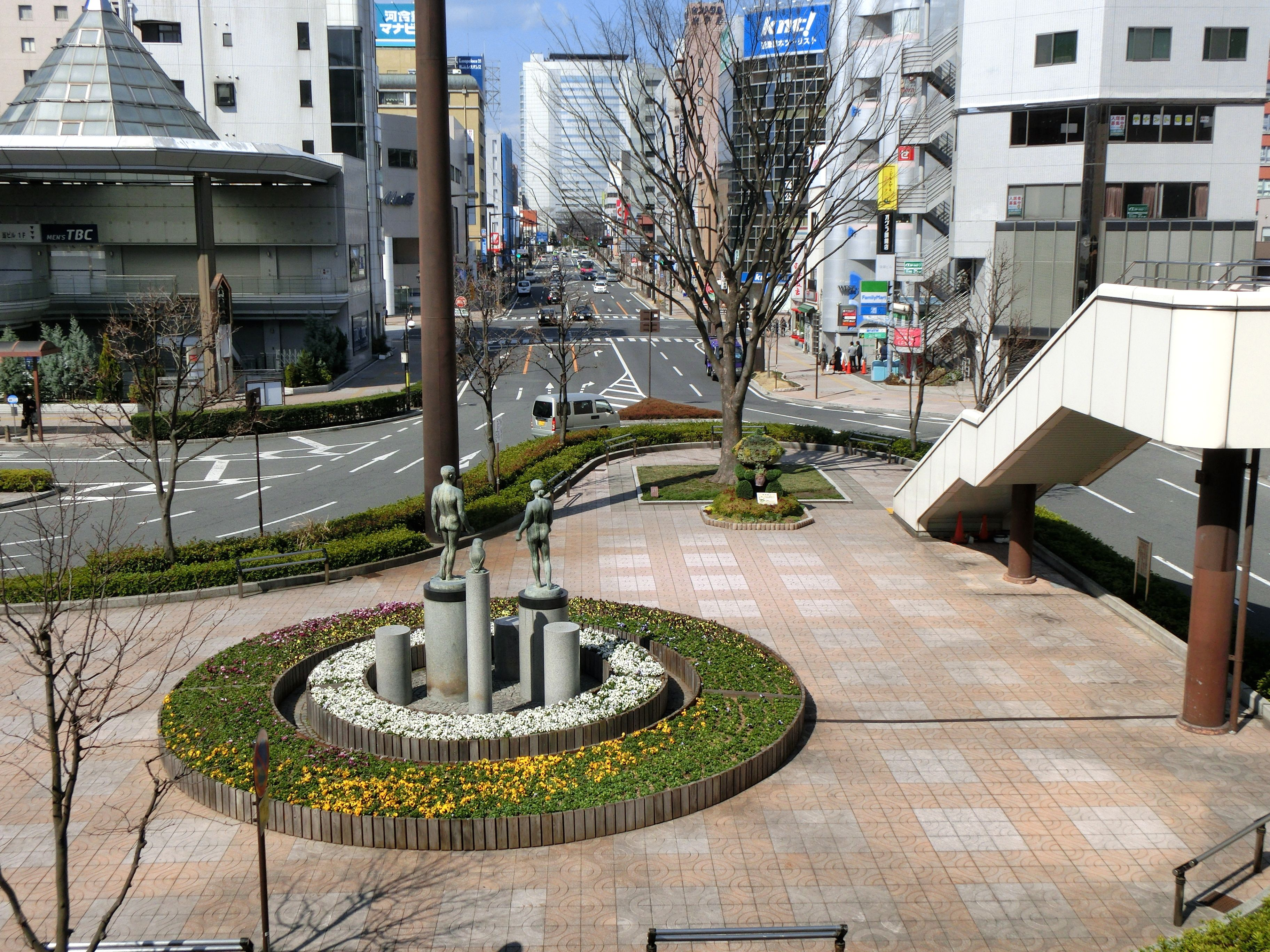
群馬県道31号 全景

### 通過する自治体
- 高崎市

### 交差する道路
- 群馬県道25号高崎渋川線・群馬県道29号あら町下室田線（高崎市あら町・あら町交差点、終点）